# 安特米乌斯
普罗科皮乌斯·安特米乌斯（希臘語：Πρόκοπιος Ανθέμιος，羅馬化：Prókopios Anthémios，？—472年7月11日），罗马贵族、将领，于467年－472年任西罗马帝国皇帝。

## 早年经历
安特米乌斯出身罗马贵族家庭，他的先祖普罗科皮乌斯是尤利安皇帝的母系表亲，并且曾与瓦伦斯争夺罗马帝位。他的外祖父安特米乌斯于公元404—415年任东方大区司政官，并且于405年与斯提里科共同担任罗马帝国的执政官。他的父亲普罗科皮乌斯曾代表东罗马帝国出使波斯，并于422—424年担任东方大区统帅（拉丁語：magister militum per Orientem）。
安特米乌斯出生于君士坦丁堡，后来前往亚历山大里亚，接受了新柏拉图主义哲学家普罗克洛学派的教育。
453年，他迎娶了东部皇帝马尔西安的女儿馬爾西亞·尤菲米婭公主，随后被任命为督军，被派往多瑙河沿线负责重建该地区自阿提拉去世后被忽视的防线。
454年，被召回君士坦丁堡，获得勋贵头衔以及御前军统帅的任命，成为东部帝国军队的最高首长之一（与阿斯帕尔共同在任）。
455年，他获得了与西部皇帝瓦伦提尼安共同担任罗马执政官的荣誉。婚姻、快速晋升和与皇帝共同担任执政官的荣誉，表明马尔西安将安特米乌斯视为潜在的皇位继承人。
455—456年，西部局势动荡。456年10月西部皇帝阿维图斯被李希梅尔废黜后，马尔西安曾考虑任命安特米乌斯担任西部皇帝，但是还没有来得及行动就在457年1月去世。罗马帝国的东西部分均陷入了没有皇帝的情况。
与安特米乌斯同任御前大元帅的阿斯帕尔担心安特米乌斯继位会危及自己的权利，因此全力阻止并提名利奥担任东部皇帝。
随后，安特米乌斯继续在利奥一世治下任军队统帅，并先后在对东哥特人和匈人的战争中取胜。

## 登上帝位
465年，西部皇帝利比乌斯·塞维鲁去世，帝位空悬。汪达尔国王盖萨里克提名自己的姻亲奥利布里乌斯担任下一任西部皇帝，试图以此加强自己对罗马政治的影响。当时实际掌控意大利权力的是西部御前军统帅李希梅尔，由于多年来汪达尔人持续劫掠意大利，决定向东部皇帝利奥一世求援，并接受由东部指派的皇帝。
467年，利奥决定将安特米乌斯推上西部帝位，并派遣伊利里库姆统帅马塞利努斯率军护送。467年4月12日，安特米乌斯在罗马城郊举行了盛大的登基仪式。

## 统治

### 概述
安特米乌斯当上西罗马皇帝，使得东西罗马以及各方军阀的关系都暂时得到了弥合。安特米乌斯将女儿嫁予里西默，这种政治婚姻使得里西默和代表东罗马的安特米乌斯能够暂时团结起来。作为东罗马指定的皇帝，安特米乌斯也得到了埃吉迪乌斯（统治高卢北部）、马塞利努斯（统治着达尔马提亚），等军阀的承认和支持。为了同西哥特王国保持良好关系，安特米乌斯承认了西哥特王国对西班牙的统治。这也意味着，罗马帝国彻底放弃了西班牙。
作为东罗马皇帝利奥一世的安排，东西罗马准备合作对付共同的敌人——位于北非的汪达尔王国，468年，东西罗马帝国共同组织的庞大的兵力，向北非进军，但是战争的结局却是罗马方面惨败。这次战役的失败，也导致了安特米乌斯在意大利的统治陷入了危机。

### 外事

#### 与东部帝国的关系
安特米乌斯在位期间，与东部帝国保持了良好的关系。他也是最后一位被记录在罗马《民法大全》中的西部皇帝。

## 倒台与死亡
里西默与安特米乌斯的关系因為对羅馬努斯的审判而惡化。里西默支持出身貴族的参议员羅馬努斯，而安特米乌斯指控羅馬努斯叛國，并在470年處死他。
此后，里西默反而与汪达尔人接近，与安特米乌斯之间矛盾则越来越深。最终导致两人之间暴发冲突。472年，里西默率军攻打在罗马的安特米乌斯。安特米乌斯兵败被杀。
安特米乌斯是最后一任得到广泛承认的西罗马皇帝。